# Tetjana Pata

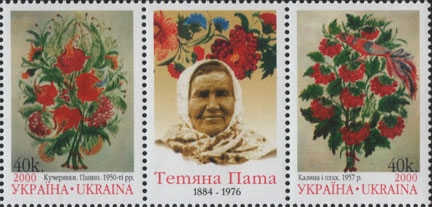
Briefmarkensatz der Ukraine zum Gedenken an Tetjana Pata aus dem Jahr 2000

Tetjana Jakymiwna Pata (ukrainisch Тетяна Якимівна Пата; * 8. Februarjul. / 20. Februar 1884greg. in Petrykiwka, Gouvernement Jekaterinoslaw; † 7. Dezember 1976 in der Ukraine) war eine ukrainische Künstlerin der Petrykiwka-Malerei, einem originellen Stil der dekorativen Malerei in der Ukraine und ein immaterielles Kulturerbe der Menschheit.
Tetjana Pata ist in der Enzyklopädie der Ukraine verzeichnet.
Eine ihrer Schülerinnen war Marfa Tymtschenko (Марфа Ксенофонтівна Тимченко 1922–2009), die Taras-Schewtschenko-Preisträgerin im Jahr 2000.

## Ehrungen
- Im Jahr 1950 wurde Tetyana Pata Mitglied der Union der Künstler der Ukraine.[2]
- 1962 erhielt sie den Titel Verdienter Meister der Volkskunst[2]
- Zudem bekam sie die Medaille "Für Arbeit" und den Orden des Roten Banners der Arbeit verliehen.[2]
- Im Jahr 2000 brachte die Ukraine einen Briefmarkensatz zu ihren Ehren heraus.
- 2014 fand zu ihrem 130. Geburtstag im Kunstmuseum Dnipropetrowsk eine Ausstellung statt.[4][5]